# Dagens Donna
Dagens Donna er en dansk film fra 1990, instrueret af Stefan Henszelman efter manuskript af Hanne-Vibeke Holst.

## Medvirkende
- Birgitte Simonsen, Donna, fotograf
- Hanne Windfeld Lund, Britt, lærer
- Ole Lemmeke, Lasse
- Jens Arentzen, Thomas
- Jesper Christensen, Michael, advokat
- Nanna, Thomas' veninde
- Dick Kaysø, Per Kjær, Donnas chef
- Claus Flygare, Reklamechef
- Lizzi Lykke, Marie
- Birgit Conradi, Tove, Britts mor
- Eva Krogh, Lillian, Donnas mor
- Anders Hove, Kræn
- Kjeld Høegh, Anders Hoves stemme
- Jens Erik Roepstorff, Fotomodel
- Jens Bald, Bartender
- Janek Lesniak, Fyr ved butik
- Eva Jensen, Pige på værft
- Frederik Tancrede Olsen, Dreng i fotoatelier
- Marie Chisleine, Drengens mor
- Michel Conradi, Britts lillebror
- Oskar Jung, Michaels søn
- Svend Erik Jensen, Kirketjener
- Jørgen Weel
- Elsa Kourani
- Inger Lauridsen
- Anne-Dorte Koch
- Michael F. Hansen
- Lene Johansen
- Inge Kjeldsen Nielsen